# Reni Rabelo
Reni Rabelo foi um político brasileiro do estado de Minas Gerais. Foi deputado estadual nos períodos de 1951 a 1955 (suplente - 2ª legislatura); 1955 a 1959 (3ª legislatura) ;
1959 a 1963 (suplente - 4ª legislatura)
 e 1963 a 1967 (5ª legislatura), pelo PSD nos três primeiros mandatos e pelo PSP no último.